# مزرعه گرائیلی (۲)
مزرعه گرائیلی یک منطقهٔ مسکونی در ایران است که در دهستان کنگور واقع شده‌است. مزرعه گرائیلی ۱۷۲ نفر جمعیت دارد.